# Soprano drammatico d'agilità
Nel canto, l'espressione soprano drammatico d'agilità designa un soprano specializzato sia nel canto di forza sia in quello di coloratura.
La voce del soprano drammatico d'agilità unisce alle caratteristiche del soprano drammatico (pienezza di volume,  ricchezza anche nel registro grave) quelle del soprano leggero (duttilità, agilità ed estensione nel registro acuto).

## Storia
Si tratta di una definizione coniata da Eugenio Gara nel 1949 per Maria Callas, quando si rivelò in un ruolo come quello di Elvira ne I puritani, che ormai era divenuto appannaggio esclusivo di soprani lirico leggeri, pur avendo interpretato nello stesso periodo il ruolo vocalmente quanto mai lontano di Brunilde ne La Valchiria. Tale figura era tuttavia presente già nella prima metà del XIX secolo, quando ai soprani drammatici era normalmente richiesto anche il canto d'agilità.
Questa tipologia vocale si delineò quando il teatro d'opera assorbì in parte l'estetica del romanticismo, che imponeva una maggiore caratterizzazione drammatica dei personaggi. I compositori cominciarono allora a scrivere ruoli per voci più robuste, senza tuttavia cancellare la tradizione del canto virtuosistico. La tecnica ottocentesca si rifaceva al canto di sbalzo del castrato. Da qui la formazione delle voci di soprano attraverso uno studio durissimo e la propensione ad ampliare quanto più possibile l'estensione, che partiva dalle note del contralto fino a raggiungere i sovracuti.
Nel periodo ottocentesco le interpreti più famose capaci di cimentarsi con il repertorio drammatico d'agilità furono Giuditta Pasta, Maria Malibran e Henriette Méric-Lalande, sui cui eccezionali mezzi vocali Bellini e Donizetti modellarono alcuni celebri personaggi.
Nel ventesimo secolo dopo Maria Callas, ci sono stati pochi altri soprani che hanno avuto questa vocalità,Cristine Deutekom, Leyla Gencer e poche altre,in Italia, fino ad oggi, soltanto Maria Dragoni.

## Caratteristiche vocali
I ruoli sono caratterizzati soprattutto dall'alternanza tra vocalità diverse: momenti di pura agilità, passaggi di forza e aperture liriche. Il dosaggio di tali componenti in ogni ruolo può essere molto differente: ad esempio, la voce di Abigaille in Nabucco tende di più verso il soprano drammatico con passaggi di agilità e alcuni momenti di abbandono elegiaco, mentre Lucia di Lammermoor è più vicino al soprano lirico-leggero che a tratti richiede una maggiore robustezza di emissione. Nel caso del soprano drammatico d'agilità la coloratura deve essere eseguita a piena voce: grazie alla maggiore sonorità di emissione, l'agilità non è più un mero momento di bravura tecnica, ma un mezzo per esaltare maggiormente il personaggio, ottenendo un'introspezione psicologica più incisiva. L'estensione vocale del soprano d'agilità, dovendo affrontare partiture con una scrittura così varia, è fra le più ampie: tipicamente da un Si basso (B3) al Fa sovracuto (F6) per affrontare le note più estreme della Regina della Notte di Mozart.
Dal punto di vista fisico, questo tipo di vocalità è piuttosto raro perché lo spessore delle corde vocali generalmente necessario per l'emissione dei suoni più potenti e drammatici ostacola invece la flessibilità e le capacità acrobatiche della voce. Molti soprani drammatici del passato sono caratterizzati da statura e dimensioni maggiori della analoga categoria lirico-leggera (vedi Callas), in stretta relazione con le dimensioni della laringe.
L'archetipo di questo registro vocale in epoca moderna è stato, come detto, Maria Callas, per la quale fu appunto coniato il termine di soprano drammatico d'agilità dopo la sostituzione improvvisa di Margherita Carosio nel 1949 a Venezia ne I puritani, quando mostrò che la sua voce poteva unire potenza, agilità ed estensione, oltreché un'eccellente tecnica di coloratura. Nel corso della carriera la Callas fu in grado di restituire il lato drammatico a personaggi come Elvira, Anna Bolena, Gilda, Lucia, Elena.

## Ruoli
- Abigaille (Nabucco, Giuseppe Verdi)
- Elvira (I puritani, Vincenzo Bellini)
- Gemma (Gemma di Vergy, Gaetano Donizetti)
- Königin der Nacht (Il flauto magico, Wolfgang Amadeus Mozart)
- Imogene (Il pirata, Vincenzo Bellini)
- Lady Macbeth (Macbeth, Giuseppe Verdi)
- Lucia Ashton (Lucia di Lammermoor, Gaetano Donizetti)
- Maria Stuarda (Maria Stuarda, Gaetano Donizetti)
- Norma (Norma, Vincenzo Bellini)
- Odabella (Attila, Giuseppe Verdi)
- Semiramide (Semiramide, Gioachino Rossini)
- Ines de Castro (Ines de Castro, Giuseppe Persiani)
- Fiordiligi (Così fan tutte, Wolfgang Amadeus Mozart)
- Medea (Medea, Luigi Cherubini)
- Giulia (La Vestale, Gaspare Spontini)
- Maria (Maria di Rohan, Gaetano Donizetti)
- Armida (Armida, Gioachino Rossini)